# Costa Blanca
Costa Blanca (špan. bijela obala) je naziv obale u španjolskoj pokrajini Alicante između gradova Denia na sjeveru i Pilar de la Horadada na jugu. 

## Naziv
Obala je dobila naziv po tradicionalno bIjelo obojenim kućama, ali isto tako zbog takvih svjetlosnih uvjeta i bijelog pijeska. Kontrast između plave boje mora i bijele morske obale je i prikazan u plavo-bijelom zastavom pokrajine Alicante.

## Klima i turizam
Costa Blanca je zbog svoje blage mediteranske klime popularna turistička destinacija za turiste iz Španjolske i Europe.

## Poznata mjesta
- Calpe/Calp
- Moraira
- Jávea/Xàbia
- Denia/Dénia
- Altea
- Benidorm
- Villajoyosa/La Vila Joiosa
- Alicante/Alacant
- Torrevieja
- Benissa

## Galerija
- Villajoyosa
- Coveta Fumá
- Plaža u Calpe
- Montgó
- Tibi Morast
- Cesta u Altei
- Palme u Elche
- Dénia luka

## Vanjske poveznice
- Turisticke informacije  Arhivirana inačica izvorne stranice od 27. prosinca 2009. (Wayback Machine)
- Novosti iz mjesta Costa Blance